# Marine Lorphelin
Marine Lorphelin (Mâcon, 16 marzo 1993) è una modella francese eletta sessantaseiesima Miss Francia (2013), dopo essere stata eletta in precedenza Miss Saône-et-Loire e Miss Bourgogne.

## Biografia
Successivamente alla sua elezione a Miss Francia, Marine Lorphelin ha rappresentato la Francia a Miss Mondo 2013, dove si è classificata al secondo posto. In quanto concorrente proveniente dall'Europa meglio classificata, è stata anche insignita del titolo di Miss Mondo Europa.
Prima della finale, durante l'assegnazione dei riconoscimenti speciali, Marine Lorphelin era stata eletta seconda classificata a Miss Beach Beauty Fashion, terza classificata a Miss Top Model, e sesta classificata a Miss Beauty With A Purpose.